# Nevada Connection
Nevada Connection (Way Down on the High Lonely) è un romanzo dello scrittore statunitense Don Winslow, pubblicato in lingua originale nel 1993 e tradotto in italiano da Einaudi nel 2017.
È il terzo di una serie di cinque romanzi imperniati sul personaggio di Neal Carey, studente universitario di umili origini che svolge occasionali quanto difficili e rischiose indagini per conto di una misteriosa organizzazione chiamata Gli Amici di Famiglia. È infatti preceduto da London Underground e China Girl ed è stato tradotto in italiano ad oltre vent'anni dalla pubblicazione originale e sull'onda del successo di opere più recenti di Winslow come Il potere del cane e Il cartello.

## Trama
Il romanzo è ambientato nel 1980, tre anni dopo la conclusione delle vicende di China Girl:il riferimento si desume subito dopo il ritorno di Carey dal lungo esilio in Cina, allorché il protagonista dichiara di non sapere nemmeno chi sia l'attuale presidente americano e Graham risponde Ronald Reagan. Carey crede si tratti di uno scherzo e ribatte esclamando “No, sul serio...”
Neal Carey, ritenuto morto da quasi tutti tranne il suo Pigmalione Joe Graham, che aveva avuto notizia della sua esistenza in vita tramite un enigma letterario comunicatogli da Xiao Wu, amico cinese di Carey, ha trascorso tre lunghi anni in un monastero buddhista del Sichuan partecipando alla laboriosa e meditativa vita dei monaci.
Gli Amici di Famiglia ne hanno riscattato la libertà in cambio di un cospicuo prestito senza garanzie e a basso tasso d'interesse a favore dello sviluppo agricolo del Sichuan e così Joe Graham ha potuto andare a riabbracciare e riportare a casa il suo “figliolo”.
Naturalmente lo spazio per i sentimenti è ben poco e Carey deve subito rimettersi al lavoro per uno dei consueti casi di ritrovamento di persone scomparse che costituiscono uno dei compiti principali degli Amici. Inoltre, nelle prime fasi dell'inchiesta, Graham, pur nutrendo un grande affetto per Carey, non può fare a meno di metterlo sotto esame per capire se, dopo tre anni di completo isolamento dalla società occidentale e di assenza dal lavoro operativo, possa essere ancora affidabile o se sia opportuno congedarlo restituendolo alla tranquilla vita di studi letterari a cui ambiva.
Il caso è apparentemente semplice: ritrovare il piccolo Cody Mc Call, un bambino di due anni che il padre Harley non ha riportato alla madre, la famosa produttrice cinematografica Anne Kelley, dopo il week end trascorso insieme come da accordi susseguenti alla separazione della coppia. L'unica vera preoccupazione è rappresentata dall'adesione di Mc Call, negli ultimi tempi, alla Chiesa della Vera Identità Cristiana, un gruppo antisemita e razzista fondato dal reverendo Carter.
L'inizio della ricerca è però promettente: Harley Mc Call risulta infatti aver ingenuamente usato il proprio codice di previdenza sociale per ottenere un impiego al Lucky Dollar, un piccolo saloon di Virginia City, in Nevada.
Carey, Graham ed Ed Levine accompagnati da una squadra operativa si recano perciò nella cittadina ove li attende un'amara sorpresa: l'uomo che si spaccia per Mc Call si chiama in realtà Paul Wallace e dichiara di aver trovato i documenti e il portafoglio di Mc Call a Las Vegas.
Graham e Levine rientrano subito a New York per fare il punto della situazione e ricominciare le indagini da zero, Carey invece disobbedisce agli ordini e rimane sul posto per interrogare più a lungo Wallace: scopre così che lui e Mc Call si sono accordati per uno scambio d'identità che avrebbe giovato a entrambi. Wallace voleva infatti evitare di concedere alimenti alla propria ex moglie, Mc Call aveva invece dichiarato di essere in fuga da “qualcuno che lo stava cercando”.
Neal scopre anche che il luogo in cui Wallace e Mc Call avevano stabilito il loro patto è il Filty Ranch di Fallon ove Carey si reca e scopre effettivamente tracce di Mc Call venendo però malmenato dal buttafuori e abbandonato lungo la strada, ove lo raccoglie Steve Mills, un piccolo allevatore delle Terre Alte che lo porta a casa sua nella piccola cittadina di Austin.
Qui scopre presto che un certo Paul Wallace starebbe lavorando come cowboy nel grande ranch di Bob Hansen, che è il più prossimo vicino di casa di Mills anche se le due fattorie sono distanti circa 3 chilometri: Carey decide quindi di accettare l'offerta di Mills di aiutarlo come lavorante stagionale per infiltrarsi nel mondo dei cowboy, fare amicizia con i dipendenti di Hansen e trovare il padre di Cody Mc Call.
Ben presto scoprirà che il ranch di Hansen è in realtà un centro di reclutamento e addestramento dei Figli di Seth, una setta paramilitare che rappresenta il braccio armato della Chiesa della Vera Identità Cristiana del reverendo Carter e si pone l'obiettivo di muovere guerra al governo federale.
Neal dovrà pertanto fingere di condividere le deliranti idee nazistoidi del gruppo e addirittura organizzare attivamente azioni illegali come alcune rapine per l'autofinanziamento al fine di conquistarne la fiducia e diventarne membro a pieno titolo.
Nel frattempo Graham e Levine, informati da Carey circa gli sviluppi dell'indagine e l'elevatissima pericolosità del gruppo sovversivo, si accingono a intervenire in suo aiuto e, per la prima volta nella storia degli Amici di Famiglia, il capo Ethan Kitteredge autorizza i suoi uomini ad adottare misure estreme contro il gruppo neonazista se le circostanze lo dovessero richiedere.

## Personaggi
Neal CareyIl protagonista del romanzo. Nato poverissimo e praticamente senza famiglia nel West End di New York, ha incontrato a 11 anni Joe Graham che l'ha trasformato nel perfetto detective sotto copertura facendolo entrare nell'organizzazione degli Amici di Famiglia, che si è fatta carico del suo mantenimento e dei suoi studi. Uscito vivo per miracolo dalla precedente avventura tra Hong Kong e il Sichuan, si trova da tre anni in un monastero buddhista in questa regione della Cina quando Joe Graham si reca a prenderlo per rimetterlo al lavoro. Ha ormai 27 anni e vede sempre più lontane le possibilità di laurearsi con una tesi sul suo amato Tobias Smollett.
Joe GrahamUn curioso affiliato degli Amici di Famiglia, di cui è stato in passato il responsabile per New York. È un brevilineo uomo di mezza età di origini irlandesi con un braccio artificiale; malgrado l'apparente inadeguatezza fisica è un ottimo agente ed è stato il Pigmalione di Neal Carey, con cui ha instaurato un rapporto quasi paterno.
Ed LevineL'allievo di Joe Graham, che ha poi scavalcato divenendo referente a New York degli Amici di Famiglia, è un quarantenne corpulento di origini ebree ed esperto di arti marziali. Odiava Neal Carey perché aveva avuto una relazione con la donna che era poi diventata la signora Levine, dopo il divorzio di Ed i rapporti tra i due sono nettamente migliorati.
Ethan KitteredgeBanchiere di Providence, discendente di un'antica dinastia di custodi dei crediti e dei segreti delle più celebri famiglie del New England, è il capo degli Amici di Famiglia. Il suo hobby è navigare nella baia di Narragansett a bordo della sua barca, la Haridan.
Anne KelleyUn'importante produttrice di Hollywood, è la madre di Cody Mc Call, il bambino di due anni che gli Amici di Famiglia sono incaricati di ritrovare.
Harley Mc CallUn cowboy originario del Nevada, lavorava come wrangler (addestratore di cavalli) fino al fatale incontro con Anne Kelley sul set di un film da lei prodotto. Tra i due sboccia la passione che porta con sé la nascita di Cody, le eccessive differenze sociali e culturali tra i due portano però a un rapido deterioramento del rapporto: Harley si dà all'alcol, alla marijuana e alla frequentazione di altre donne finché Anne gli impedisce di vedere Cody. Dopo qualche mese in cui non ha dato notizie di sé, Harley si ripresenta lucido e ripulito, cosicché Anne gli concede di tenere di nuovo con sé il bambino nei week end, l'uomo ne approfitterà però per fuggire con il piccolo e portarlo con sé nel gruppo di suprematisti bianchi a cui si è unito.
C. Wesley CarterReverendo e fondatore della Chiesa della Vera Identità Cristiana, che ha sede a Los Angeles tra Hollywood e Vine Road ed è in realtà la facciata di copertura dei Figli di Seth, una setta di suprematisti bianchi che propone una lettura antisemita della Bibbia sfociante in un'ideologia politica dichiaratamente nazista e nel progetto un'insurrezione armata contro il governo federale, da loro chiamato Zog, acronimo di Zionist Occupation Government.
Steve MillsUn piccolo allevatore di Austin in Nevada, raccoglie per strada Neal Carey che ha appena passato un brutto quarto d'ora e lo ospita in casa sua, dove vivono la tosta moglie Peggy e la bella figlia adolescente Shelley, fidanzata con il vicino di casa Jory Hansen. Carey si guadagnerà da vivere nelle Terre Alte Solitarie come aiutante di Steve.
Bob HansenÈ il più grande allevatore delle Terre Alte di Austin in Nevada, è vedovo e vive con il figlio adolescente Jory, che è fidanzato con Shelley Mills. Gli Hansen sono da sempre vicini di casa dei Mills, ma questi ultimi non sospettano che Hansen sia stato plagiato dalla propaganda del reverendo Carter.
Cal StrekkerUfficialmente è un addetto alla sicurezza del ranch di Bob Hansen; è il più sanguinario e spietato seguace del reverendo Carter. Tra lui e Neal Carey scocca una viscerale antipatia fin dal primo incontro.
Karen HawleyAvvenente maestra elementare e assistente sociale per l'infanzia.
DoreenElemento di spicco nella squadra di prostitute del Filly Ranch di Fallon in Nevada, è una donna di bell'aspetto e dal carattere risoluto nonché conscia che, a circa 35 anni, la sua carriera sta giungendo al termine. È stata l'ultima compagna nota di Harley Mc Call, che ha lavorato brevemente come buttafuori nel ranch-bordello.
BroganCorpulento, sonnacchioso e burbero barista di Austin in Nevada, ha il suo indispensabile pendant nel cane Breznev, che ne rispecchia totalmente aspetto fisico e carattere. Il suo saloon è uno dei pochi luoghi d'incontro nella piccola cittadina montana.
Il VecchioL'ultimo esponente di una tribù di nativi americani che si ritiene estinta da secoli. Vive da solo sulle montagne sovrastanti Austin. È il custode del luogo del Principio e della Fine, una grotta istoriata con antichissime incisioni rupestri magico-rituali.

## Edizioni
- Don Winslow, Nevada Connection, collana Stile libero Big, traduzione di Alfredo Colitto, Einaudi, 2017,  p. 364, ISBN 978-88-06-21433-3.